# Competența parentală
Competența parentală este reprezentată de către ansamblul abilităților fizice, intelectuale și emoționale ale adulților cu privire la modul în care interacționează cu copiii lor minori. Nivelul de competență parentală influențează dezvoltarea abilitățile prosociale ale copilului de-a lungul stadiilor de dezvoltare și maturizare prin care acesta trece. Pentru o dezvoltare armonioasă copilul are nevoie de supraveghere, ghidare și disciplină. În situația în care aceste nevoi de supraveghere, ghidare și disciplină nu îi sunt asigurate de părinți, copiii își găsesc persoane semnificative pentru ei în grupul de prieteni.
În cadrul relațiilor de familie copilul învață primele abilități de socializare care vor fi dezvoltate ulterior in grupul de prieteni și în societate. Rolurile parentale se dezvoltă o dată cu apariția copiilor în familie. La baza exercitării acestor roluri parentale stau comportamentele și abilitățile părinților de a satisface în mod  consistent nevoile de bază ale copiilor – siguranță, îngrijire, control și disciplină, dezvoltare cognitivă, afectivă și comportamentală. Copiii dezvoltă legături de atașament față de cei care îi îngrijesc zilnic și care de regulă sunt părinții lor. Atunci când nu există o coerență și o consistență a acestor reguli, când rolurile din familie nu sunt clar stabilite, când nu sunt clarificate limitele dintre aceste roluri familiale și nici un sistem valid de recompense și sancțiuni pot apărea problemele emoționale și de comportament ale copiilor.

## Definire
Această noțiune a fost introdusă pentru prima oară în literatura de specialitate de către psihologul Lykken, în anul 1998.

### Competența parentală și dezvoltarea stimei de sine a minorului
Părinții sunt cei care dezvoltă și asigură mediul propice de creștere a copiilor intr-un mod armonios de-a lungul etapelor de evoluție începând cu comportamentele de autonomizare și individualizare și finalizând cu cele  de responsabilitate socială și încredere în sine. Stima de sine este încurajată de părinți atunci când aceștia își ghidează copiii oferindu-le mai multe alternative și lăsându-i pe ei să aleagă alternativa cea mai bună pentru luarea deciziei. De asemenea, dobândirea încrederii în forțele proprii la copii este dată de abilitățile părinților de a stabil reguli clare și ferme dar in același timp și standarde consistente de disciplină in cadrul unor relații părinte-copil în care drepturile ambelor părți sunt respectate .
Învățarea copilului de a înțelege stabilirea limitelor, respectarea regulilor,  respectul față de sine și față de ceilalți precum și acceptarea necondiționată a copilului de către părinte, sunt asociate pozitiv cu creșterea încrederii in sine la copii .

### Competența parentală și disciplina
Disciplina reprezintă un aspect necesar și important în procesul de educare al copilului. Aceasta este prezentă sub diferite forme de manifestare în funcție de expectanțele sociale și culturale ale familiei. Competența parentală in domeniul disciplinei este sugerată de  stabilirea unor reguli  corespunzătoare vârstei de dezvoltare a copilului, expectanțe rezonabile și în acord cu posibilitățile reale ale copilului, ghidarea, explicarea și corectarea comportamentelor inadecvate atunci cand acestea apar, oferind in același timp copilului și soluții alternative .

### Competența parentală și accesul copilului la celălalt părinte și la alte persoane semnificative
Competența parentală este descrisă prin abilități ale părinților de a încuraja în mod activ satisfacerea nevoilor copilului, de a facilita petrecerea timpului personal și cu celălalt părinte, în cazul unei separări a părinților. Un nivel scăzut de competență parental duce deseori la un fenomen de alienare parentală prin care părintele custodian boicotează mai mult sau mai puțin conștient și mai mult sau mai puțin explicit relația dintre copil și părintele necustodian.

### Competența parentală și implicarea minorilor în viața socială
Competența parentală este descrisă de asemenea prin abilitata și interesul părintelui de a implica activ copiii în activități sociale și extrafamiliale, cu scopul de a încuraja dezvoltarea abilităților sociale și a competenței morale ale acestora și implicarea copilului in mod direct în activitățile familiei recunoscându-i astfel poziția de membru dorit și special .

### Competența parentală în decizia cu privire la stabilirea custodiei asupra minorului
Scopul principal care se are în vedere pentru evaluarea părinților în stabilirea custodiei copilului este acela de a identifica mediul propice dezvoltării armonioase a copilului în care îi este satisfăcut interesul său superior: acela de îngrijire, siguranță, confort, disciplină, socializare și de menținere a relațiilor personale cu ambii părinți). Potrivit ariilor de evaluare propuse de Carr (2005), există câteva dimensiuni ce trebuie acoperite înntr-o procedură de evaluare pentru stabilirea custodiei. Mai întâi, dorințele copilului și ale părinților trebuiesc analizate pentru a obține o imagine acurată a expectanțelor lor. Odată îndeplinit acest lucru, trebuie evaluată concordanța dintre aceste scopuri și gradul de acord/conflict dintre părți. Atunci când există un conflict între părinți cu privire la custodie, în procesul de decizie intervine interesului superior al copilului definit în majoritatea legislațiilor naționale, inclusiv în românia . 
Însă pentru a decide care este interesul superior al copilului, trebuie avuți în vedere câțiva factori): 
1. Siguranța copilului. Există riscul de a fi abuzat? Un indicator al acestui lucru îl constituie un istoric de violență al unuia dintre părinți.
2. Nevoile copilului. Sunt importante abilitatea părintelui de a oferi satisfacerea nevoilor de bază (mâncare și locuință), relația de atașament părinte-copil, continuitatea și stabilitatea condițiilor de trai ale copilului.
3. Competanțele parentale ale fiecărui părinte. Abilitatea de a stabili reguli clare, granițe clare precum și un sistem corect de pedepse/recompense.
4. Stimulare intelectuală. Este preferat părintele care este implicat activ în dezvoltarea abilităților înnăscute ale copilului și în dezvoltarea sa școlară și profesională.
5. Probleme fizice/psihice. Sunt cunoscute o serie de dificultăți fizice/psihice ce pot interfera cu capacitatea părinteleui de a asigura nevoile copilului.